# Damian Warner
Pour les articles homonymes, voir Warner.
Damian Warner (né le 4 octobre 1989 à London, en Ontario) est un athlète canadien, spécialiste des épreuves combinées. Il est notamment champion olympique en 2021 à Tokyo, vice-champion du monde du décathlon en 2015 à Pékin et médaillé de bronze olympique en 2016 à Rio. Il a également gagné deux autres médailles de bronze aux Mondiaux en plein air de 2013 et 2017.

## Biographie
Damian Warner dépasse pour la première fois la barre des 8 000 points lors de son 5e décathlon. Il remporte en 2011 la médaille d'argent lors des Championnats NACAC d'épreuves combinées à Kingston et devient cette même année champion du Canada.
C'est en 2012 qu'il obtient alors son meilleur résultat, en prenant la 5e place aux Jeux Olympiques de Londres en établissant un nouveau record personnel à 8 442 pts, après avoir amélioré ses meilleures performances sur six épreuves durant ce décathlon.
En mai 2013, Damian Warner remporte le meeting de Götzis, devant le Brésilien Carlos Chinin et l'Américain Gunnar Nixon, avec un total de 8 307 pts. En août, aux championnats du monde de Moscou, il remporte la médaille de bronze du décathlon, derrière l'Américain Ashton Eaton et l'Allemand Michael Schrader, en portant son record personnel 8 512 pts. Damian Warner est un des 5 athlètes canadiens à avoir remporté une médaille lors des championnats du monde de 2013.
En 2014, Warner réalise son premier heptathlon en salle de sa carrière lors des Championnats du monde en salle : bien qu'ayant donc réalisé des records personnels dans chaque épreuves, le Canadien ne se classe que septième du classement général avec 6 129 pts. L'été suivant, il décroche l'or des Jeux du Commonwealth à Glasgow (8 282 pts).
En 2021, il remporte le trophée Lou-Marsh, remis à l'athlète canadien de l'année.

### Médaillé d'argent à Pékin (2015)
En juillet 2015, il réalise un chrono de classe mondiale sur le 110 m haies avec 13 s 27. Trois semaines plus tard, Warner remporte les Jeux panaméricains de Toronto où il améliore le record du Canada (8 659 points) puis devient vice-champion du monde à Pékin (8 695 pts, record national) derrière Ashton Eaton qui améliore à son tour son propre record du monde (9 045 pts).
Pour sa première rentrée hivernale 2016, Damian Warner réalise 7 s 63 sur 60 m haies, la seconde meilleure performance mondiale de la saison. Lors de la saison estivale, il améliore bon nombre de ses records personnels (poids, 400 m, disque...) mais également le 100 m où il bat la meilleure performance mondiale de tous les temps en décathlon lors de l'Hypo-Meeting, en 10 s 15. Sans battre un de ses records personnels, le Canadien décroche la médaille de bronze des Jeux olympiques de Rio avec 8 666 points, tout proche de son record national (8 695). Il est devancé par l'Américain Ashton Eaton (8 893, record olympique) et le Français Kevin Mayer (8 834, record national).
En août 2017, Damian Warner participe aux Championnats du monde de Londres : peu avant son entrée en compétition (11 août), il fait partie de la quarantaine d'athlètes ayant été touché par un virus et doit être mis en quarantaine. Cette maladie a des conséquences sur sa première journée, loin de ses records. Il termine finalement cinquième de l'épreuve avec 8 309 points.

### Vice-champion du monde en salle (2018)

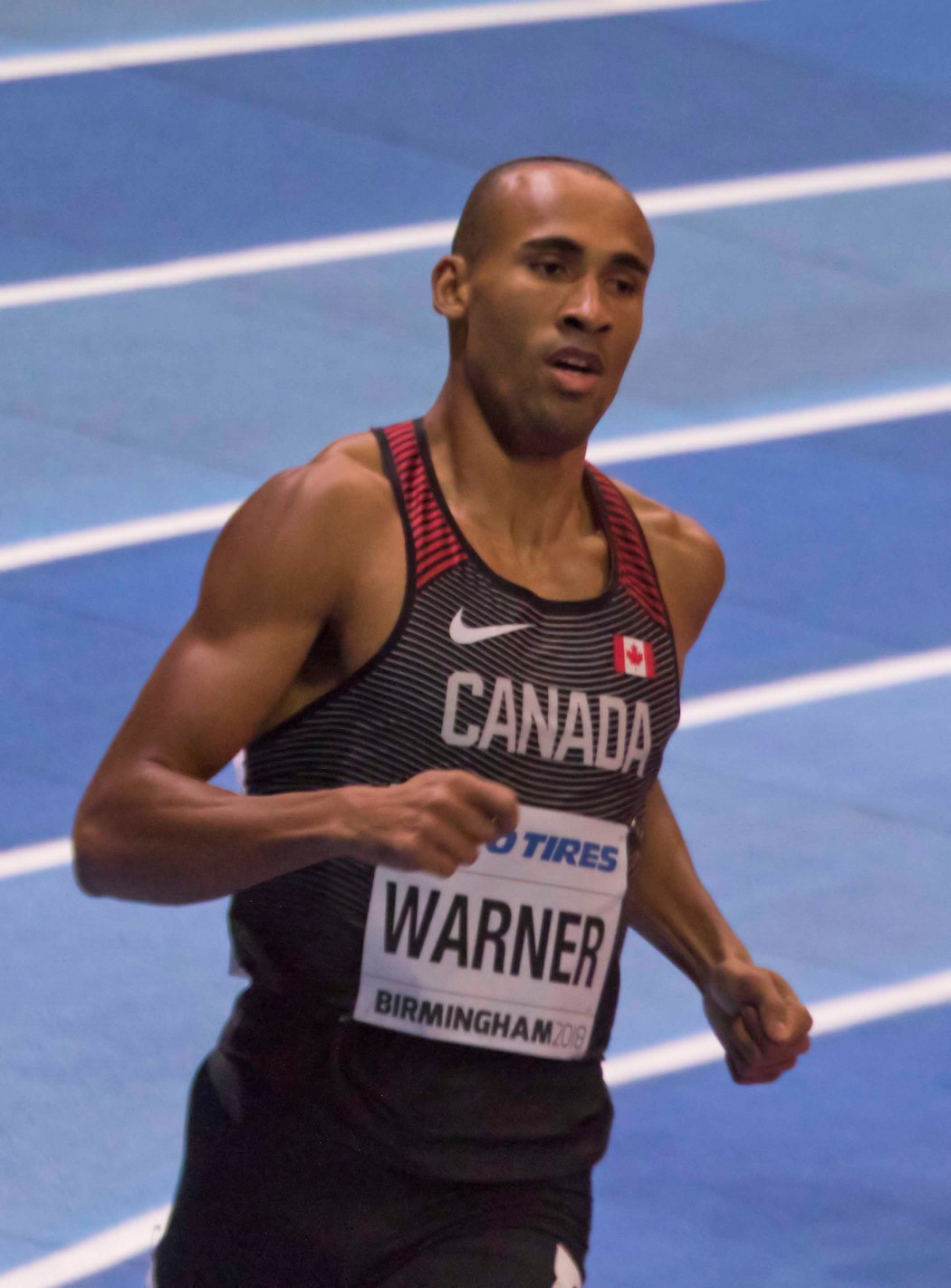
Damian Warner lors du 1 000 m des championnats du monde en salle de Birmingham en 2018.

Aux championnats du monde en salle de Birmingham, les 2 et 3 mars 2018, Damian Warner participe au second heptathlon de sa carrière. Lors de la première épreuve, le 60 m, il bat son record personnel en 6 s 74 et prend la tête du classement général. Il continue la compétition par le saut en longueur où il saute 7,39 m puis le lancer du poids où il améliore son record avec 14,90 m. Il confirme sa dynamique en améliorant également sa meilleure marque personnelle en salle au saut en hauteur avec 2,02 m. Auteur de 3 491 points à la fin de la première journée, il siège au second rang du classement derrière le Français Kévin Mayer (3 536 pts). Le lendemain, grâce à un 60 m haies couru en 7 s 67, Warner revient à 4 points du français. Auteur d'un record personnel à 4,90 m au saut à la perche, il bénéficie de la contre-performance de Mayer (5,00 m contre 5,60 m son record) pour limiter la marge de points à l'entame de la dernière épreuve, le 1 000 m. En retard de 34 points, le Canadien a besoin de reprendre 3 secondes sur le français, qui est physiquement et mentalement diminué. Sur ce 1 000 m, Warner remporte la course en 2 min 37 s 12, record personnel, mais n'aura finalement que 2 s 52 d'avance. S'emparant ainsi de la médaille d'argent, il établit un nouveau record du Canada avec 6 343 points, échouant à 5 unités seulement de Kévin Mayer, qui remporte en l'espace d'un an son troisième titre international.
Il remporte à nouveau les Jeux panaméricains en 2019 à Lima avec 8 513 pts, puis décroche la médaille de bronze aux championnats du monde 2019 à Doha avec 8 529 pts, derrière Niklas Kaul et Maicel Uibo.

### Champion olympique et barrière des9 000 points(2021)
En mai 2021, il pulvérise son record personnel sur décathlon de 200 points en s'imposant au meeting de Götzis, en Autriche, ce qui lui permet d'établir un nouveau record du Canada avec 8995 points. Le 29 mai, il réalise tout d'abord la meilleure première journée de décathlon de l'histoire avec 4743 points (par vent régulier), en réalisant notamment 10 s 14 sur 100 mètres (à deux centièmes de son record) et en battant son record personnel au saut en longueur avec 8,28 m, ce qui constitue aussi le nouveau record du Canada. Le lendemain, il enchaîne les bonnes performances au 110 m haies (13 s 36), au disque (48,43 m) et à la perche (4,80 m) mais déçoit au javelot, avec "seulement" 59,46 m. Malgré un excellent 1 500 m en 4 min 25 s 19, il ne parvient pas à dépasser la barre mythique des 9 000 points et ne rejoint donc pas ce club très fermé composé de Kevin Mayer (9126 pts), Ashton Eaton (9045) et Roman Sebrle (9026).
Damian Warner est sacré champion olympique en 2021 aux Jeux de Tokyo. Auteur de deux performances remarquables dès les deux premières épreuves (10 s 12 sur 100 m et 8,24 m au saut en longueur, records de ces épreuves aux Jeux olympiques), il conclut sa première journée avec 4 722 points et compte près de 100 points d'avance sur l'Australien Ashley Moloney, deuxième, et près de 400 points d'avance sur Kevin Mayer. Le Canadien accroit son avance après les premières épreuves de la seconde journée, s'imposant notamment sur 110 m haies en 13 s 46 (record de l'épreuve aux Jeux olympiques), mais perdant des points au saut à la perche (4,90 m contre 5,20 m pour Mayer). Damian Warner remporte finalement le concours avec 9 018 points, devenant le quatrième décathlonien à plus de 9 000 points, et améliorant de 123 points le record olympique co-détenu par Roman Šebrle et Ashton Eaton,.

## Palmarès
| Date | Compétition                             | Lieu                                  | Résultat | Épreuve    | Points     |
| ---- | --------------------------------------- | ------------------------------------- | -------- | ---------- | ---------- |
| 2011 | Championnats du monde                   | Daegu                                 | 18e      | Décathlon  | 7 832 pts  |
| 2011 | Championnats NACAC d'épreuves combinées | Kingston                              | 2e       | Décathlon  | 7 760 pts  |
| 2012 | Jeux olympiques                         | Londres                               | 5e       | Décathlon  | 8 442 pts  |
| 2013 | Hypo-Meeting                            | Götzis                                | 1er      | Décathlon  | 8 307 pts  |
| 2013 | Championnats du monde                   | Moscou                                | 3e       | Décathlon  | 8 512 pts  |
| 2013 | Décastar                                | Talence                               | 1er      | Décathlon  | 8 161 pts  |
| 2013 | Coupe du monde des épreuves combinées   | Coupe du monde des épreuves combinées | 2e       | Décathlon  | 24 980 pts |
| 2014 | Championnats du monde en salle          | Sopot                                 | 7e       | Heptathlon | 6 129 pts  |
| 2014 | Jeux du Commonwealth                    | Glasgow                               | 1er      | Décathlon  | 8 282 pts  |
| 2015 | Jeux panaméricains                      | Toronto                               | 1er      | Décathlon  | 8 659 pts  |
| 2015 | Championnats du monde                   | Pékin                                 | 2e       | Décathlon  | 8 695 pts  |
| 2015 | Coupe du monde des épreuves combinées   | Coupe du monde des épreuves combinées | 3e       | Décathlon  | 25 247 pts |
| 2016 | Hypo-Meeting                            | Götzis                                | 1er      | Décathlon  | 8 523 pts  |
| 2016 | Jeux olympiques                         | Rio de Janeiro                        | 3e       | Décathlon  | 8 666 pts  |
| 2017 | Hypo-Meeting                            | Götzis                                | 1er      | Décathlon  | 8 591 pts  |
| 2017 | Championnats du monde                   | Londres                               | 5e       | Décathlon  | 8 309 pts  |
| 2017 | Décastar                                | Talence                               | 1er      | Décathlon  | 8 252 pts  |
| 2017 | Coupe du monde des épreuves combinées   | Coupe du monde des épreuves combinées | 2e       | Décathlon  | 25 152 pts |
| 2018 | Championnats du monde en salle          | Birmingham                            | 2e       | Heptathlon | 6 343 pts  |
| 2018 | Jeux du Commonwealth                    | Gold Coast                            | —        | Décathlon  | DNF        |
| 2018 | Hypo-Meeting                            | Götzis                                | 1er      | Décathlon  | 8 795 pts  |
| 2019 | Hypo-Meeting                            | Götzis                                | 1er      | Décathlon  | 8 711 pts  |
| 2019 | Jeux panaméricains                      | Lima                                  | 1er      | Décathlon  | 8 513 pts  |
| 2019 | Championnats du monde                   | Doha                                  | 3e       | Décathlon  | 8 529 pts  |
| 2019 | Coupe du monde des épreuves combinées   | Coupe du monde des épreuves combinées | 1er      | Décathlon  | 25 753 pts |
| 2021 | Jeux olympiques                         | Tokyo                                 | 1er      | Décathlon  | 9 018 pts  |
| 2022 | Championnats du monde en salle          | Belgrade                              | 1er      | Heptathlon | 6 489 pts  |
| 2023 | Championnats du monde                   | Budapest                              | 2e       | Décathlon  | 8 804 pts  |

## Records
| Épreuve           | Performance       | Points | Lieu          | Date            |
| ----------------- | ----------------- | ------ | ------------- | --------------- |
| 100 m             | 10 s 12 (WDB)     | 1066   | Götzis        | 25 mai 2019     |
| Saut en longueur  | 8,28 m (NR)       | 1133   | Athens        | 30 mai 2021     |
| Lancer du poids   | 15,34 m           | 811    | Götzis        | 25 mai 2019     |
| Saut en hauteur   | 2,09 m            | 887    | Götzis        | 25 mai 2013     |
| 400 m             | 46 s 54           | 981    | Athens        | 30 avril 2016   |
| 110 m haies       | 13 s 27           | 1071   | Edmonton      | 4 juillet 2015  |
| Lancer du disque  | 50,26 m           | 876    | Santa Barbara | 19 mars 2016    |
| Saut à la perche  | 4,90 m            | 880    | Bolton        | 16 juillet 2016 |
| Lancer du javelot | 64,67 m           | 808    | Moscou        | 11 août 2013    |
| 1 500 m           | 4 min 24 s 73     | 780    | Toronto       | 23 juillet 2015 |
| Décathlon         | 9 018 pts (OR NR) |        | Tokyo         | 4-5 août 2021   |

| Épreuve         | Performance    | Lieu       | Date            |
| --------------- | -------------- | ---------- | --------------- |
| 60 mètres       | 6 s 68         | Belgrade   | 19 mars 2022    |
| Longueur        | 8,05 m         | Belgrade   | 19 mars 2022    |
| Poids           | 14,90 m        | Birmingham | 2 mars 2018     |
| Hauteur         | 2,02 m         | Birmingham | 2 mars 2018     |
| 60 mètres haies | 7 s 63         | Toronto    | 30 janvier 2016 |
| Perche          | 4,90 m         | Birmingham | 3 mars 2018     |
| 1 000 mètres    | 2 min 37 s 12  | Birmingham | 3 mars 2018     |
| Heptathlon      | 6 489 pts (NR) | Belgrade   | 19 mars 2022    |